# John Bertrand Johnson
John Bertrand „Bert“ Johnson, geboren als Johan Erik Bertrand (* 2. Oktober 1887 in Göteborg, Schweden; † 27. November 1970 in Orange, New Jersey) war ein schwedisch-amerikanischer Physiker.

## Leben
Johnson wurde am 2. Oktober 1887 als uneheliches Kind geboren und am 7. Oktober 1887 getauft. Er emigrierte 1904 in die Vereinigten Staaten, wo er an der Yale University studierte.
Johnson war einer der Pioniere der experimentellen und theoretischen Untersuchung physikalischer Rauschprozesse und war der erste, der das thermische Rauschen experimentell verifizierte. Dieses wurde später nach ihm benannt und wird in der angelsächsischen Literatur allgemein Johnson-Rauschen (oder Johnson-Nyquist-Rauschen, Nyquist-Rauschen; nach Harry Nyquist) genannt.

## Werke
- Thermal Agitation of Electricity in Conductors. In: Physical Review. Band 32, Nr. 1, 1928, S. 97–109, doi:10.1103/PhysRev.32.97 (uni-augsburg.de [PDF; abgerufen am 13. Januar 2010]).

| Personendaten    | Personendaten                                                 |
| ---------------- | ------------------------------------------------------------- |
| NAME             | Johnson, John Bertrand                                        |
| ALTERNATIVNAMEN  | Johnson, Bert (Spitzname); Bertrand, Johan Erik (Geburtsname) |
| KURZBESCHREIBUNG | schwedisch-amerikanischer Physiker                            |
| GEBURTSDATUM     | 2. Oktober 1887                                               |
| GEBURTSORT       | Göteborg, Schweden                                            |
| STERBEDATUM      | 27. November 1970                                             |
| STERBEORT        | Orange, New Jersey                                            |